# Aaliyah
Aaliyah Dana Haughton (New York, New York, 1979. január 16. – Abaco, Bahama-szigetek, 2001. augusztus 25.) többszörös Grammy-díjra jelölt amerikai énekesnő, producer, táncosnő, színésznő és modell. Több sikerdallal vált híressé az 1990-es évek közepétől, többek között R. Kelly, Missy Elliott és Timbaland szerzeményeivel is. Rövid karrierje ellenére több millió lemezt adott el világszerte. Több filmben is szerepelt.
Sikerei csúcsán, 22 évesen halt meg, amikor egy klipforgatás után repülőgépe nem sokkal a felszállás után lezuhant.

## Élete
Aaliyah Dana Haughton New York Brooklyn negyedében született Michael és Diane Haughton második gyermekeként. Különleges neve arab eredetű. Második keresztnevét, a Danát nagyanyjától kapta. Aaliyah katolikus volt, a bátyjával, Rashaddal és anyjával élt, aki szintén énekesnő volt és támogatta lánya karrierjét.
1989-ben a Star Search című televíziós tehetségkutató műsorban lépett fel először, ahol édesanyja egyik kedvenc dalát énekelte el. Bár nem győzött, a megmérettetés kitűnő lehetőség volt tehetsége felismerésére és tudásának kamatoztatására. Szerepelt a Family Matters című show-műsorban is.
Tizenegy évesen már Gladys Knight R&B-énekessel lépett fel a nevadai Las Vegasban, pár évvel később pedig beiratkozott a Detroit High Schoolba.
Aaliyah szerepelt a Nickelodeon több műsorában is. 1994-ben jelent meg első lemeze, az Age Ain’t Nothing but a Number, melynek producere és legtöbb dalának szerzője R. Kelly R&B-énekes volt. A lemezről a legnagyobb sikert a Back & Forth című dal aratta. Nem sokkal ezután pletykák kezdtek keringeni arról, hogy a tizenöt éves énekesnő – magát idősebbnek hazudva – feleségül ment a huszonhat éves producerhez. A VIBE magazin az állítólagos házassági anyakönyvi kivonatot is leközölte. Aaliyah és családja cáfolták a hírt.
Második albuma, a One in a Million készítésében R. Kelly már nem játszott szerepet. Aaliyah két, akkoriban még a karrierje kezdetén álló zenésszel, Timbalanddel és Missy Elliott-tal kezdett dolgozni az albumon, mely 1996-ban jelent meg és nagy sikert aratott.
1997-ben elénekelte az Anasztázia című Fox Studios-rajzfilm egyik betétdalát (Journey to the Past). A dalt Oscar-díjra jelölték, 1998-ban az átadón Aaliyah el is énekelte. Még ebben az évben szintén óriási sikert aratott a Dr. Dolittle című film betétdalával (Are You That Somebody?) is.

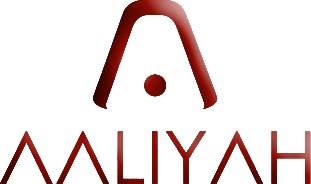
Aaliyah logója

Első jelentős filmszerepét 2000-ben kapta az Öld meg Rómeót! című filmben, Jet Li mellett. A film Shakespeare Rómeó és Júliájának modern átdolgozása. A filmzenealbum, melyen több dalt Timbaland szerzett, óriási bevételt hozott. A lemezen hallható számok közül a leghíresebb az Are You Feelin’ Me?, az I Don’t Wanna, a Come Back in One Piece és a Try Again lett. A fiatal énekesnő történelmet írt, mikor a Try Again már a kislemez megjelenése előtt, a rádiós játszások alapján első helyezést ért el a Billboard Hot 100 slágerlistán. 2000-ben a #41 lett a Maxim magazin a világ 100 legszexisebb nője listán.
2001-ben Ausztráliába ment, hogy leforgassák A kárhozottak királynője című filmet, melyben ő volt a főszereplő. Ugyanebben az évben megjelent harmadik albuma, Aaliyah címmel. Az albumot a kritikusok eddigi legérettebb alkotásának tartották, egy kritika szerint olyan, mint „a Control, a The Velvet Rope és a Jagged Little Pill egyben”, olyan művészekhez hasonlítva ezzel Aaliyah-t, mint Janet Jackson és Alanis Morissette. Az album Aaliyah halála után több országban is vezette a slágerlistát.

## Halála és temetése
2001. augusztus 25-én, az USA keleti államainak ideje (EST) szerint 18:50-kor, a Rock the Boat című szám klipforgatásának befejezése után Aaliyah és a stábtagok beszálltak az ikermotoros Cessna 402B típusú kisrepülőgépbe a Bahama-szigeteken (Marsh Harbour, Abaco sziget). A floridai Miamiban, Opa-locka repülőtéren szerettek volna leszállni, 300 km-re nyugatra.
A repülőgép rendben felemelkedett, azonban körülbelül 70 m magasságban irányíthatatlanná vált és pár másodperccel később a földbe csapódott. A zuhanást senki sem élte túl, a balesetben az énekesnőn kívül még heten haltak meg, köztük a felvételt készítő Virgin Records igazgatója is. Szintén a gépen utazott Aaliyah egyik testőre, aki az Amor a la mexicana banda változatának videóklipjében is feltűnt. Egyes információk szerint a kedvezőtlen időjárási viszonyok okozták a katasztrófát. A gép nem kaphatott volna felszállási engedélyt, a pilóta saját felelősségére szállt fel.
A halottkém vizsgálata szerint Aaliyah súlyos koponyasérüléseibe és a zuhanáskor keletkezett tűzben elszenvedett súlyos égési sérüléseibe halt bele, a becsapódás után szinte azonnal.
Aaliyah búcsúztatását 2001. augusztus 31-én tartották a New York-i Manhattanben található Loyolai Szent Ignác Római Katolikus Templomban, holtteste a Ferncliff Temető Rosewood Mauzóleumában nyugszik, New York Hartsdale negyedében.

## Diszkográfia
- Age Ain’t Nothing but a Number (1994)
- One in a Million (1996)
- Aaliyah (2001)
- I Care 4 U (válogatás, 2002)
- Ultimate Aaliyah (válogatás, 2005)

## Filmográfia

### Film
| Év   | Magyar cím               | Eredeti cím         | Szerep          | Magyar hang        |
| ---- | ------------------------ | ------------------- | --------------- | ------------------ |
| 2000 | Öld meg Rómeót!          | Romeo Must Die      | Trish O'Day     | Horváth Lili       |
| 2000 | Öld meg Rómeót!          | Romeo Must Die      | Trish O'Day     | Kisfalvi Krisztina |
| 2000 |                          | The Mim Rose        | Melissa         |                    |
| 2002 | A kárhozottak királynője | Queen of the Damned | Akasha királynő | Kéri Kitty         |

### Televízió
| Év         | Magyar cím | Eredeti cím         | Szerep | Megjegyzések |
| ---------- | ---------- | ------------------- | ------ | ------------ |
| 1989       |            | Star Search         | önmaga | 1 epizód     |
| 1995, 1997 | Sok hűhó   | All That            | önmaga | 2 epizód     |
| 1997       |            | New York Undercover | önmaga | 1 epizód     |